# Globe (Grey Gull)

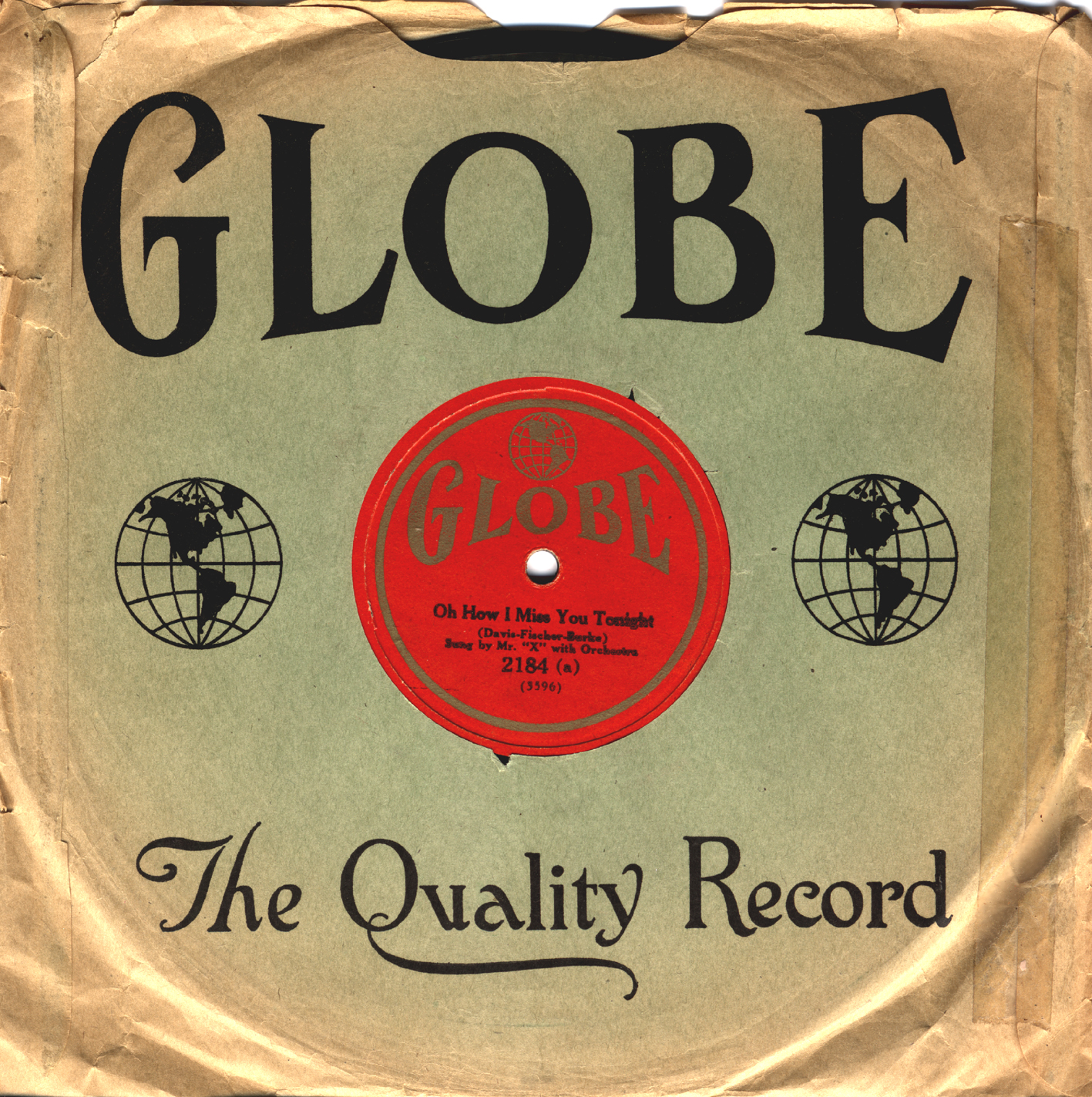
Grey Gullproducerad Globeutgåva från 1925 i originalfodral.

Globe var ett amerikanskt skivmärke under 1920-talet.
Globe var ett av många "undermärken" till det Bostonbaserade skivbolaget Grey Gull (jämför Radiex, Nadsco med flera) och lanserades 1924. Utgåvorna var identiska med moderetiketternas (och systerditonas) och hade även samma katalognummer (med andra ord är Globe 1283 = Grey Gull 1283). 
Globe bytte etikettdesign ett flertal gånger under den tid den existerade. Den tycks i huvudsak ha avvecklats med början 1927, men enstaka exempel från så sent som 1930 har påträffats.